# Dmitri Alexeev
Dmitri Alexeev (en ruso: Дмитрий Константинович Алексеев, Dmitri Konstantínovich Alekséiev, nacido el 10 de agosto de 1947 en Moscú) es un pianista ruso. Estudió en el Conservatorio de Moscú, y posteriormente con el maestro Dmitri Bashkírov. En la década de los años 1970, Alexeev hizo su debut en Londres, Viena, Chicago y Nueva York, y también ganó el Concurso de Piano de Leeds en 1975.
Desde 2010, y a fecha de mayo de 2017, enseña en el Royal College of Music de Londres. Es representado por IMG Artists.
Su repertorio, parte del cual ha sido grabado, incluye obras de Aleksandr Skriabin, Robert Schumann, Johannes Brahms, Serguéi Prokófiev, Frédéric Chopin, Serguéi Rajmáninov, y Dmitri Shostakóvich. También ha colaborado con Barbara Hendricks.

## Discografía parcial
- Johannes Brahms: Piano Works, Ops. 76 y 116-119 / Robert Schumann: Estudios Sinfónicos (EMI)
- Frédéric Chopin: Valses (Completos) (EMI Serafín)
- Frédéric Chopin: Preludios (Completos) (EMI)
- Edvard Grieg / Robert Schumann: Piano Conciertos - con Temirkánov, Real PO (EMI)
- Nikolai Medtner: Piano Concierto No 1; Quinteto con Piano - con Lázarev, Sinfónica de la BBC, (Hyperion)
- Serguéi Prokófiev: Piano Conciertos Núms. 2 & 3 - con Temirkánov, Real PO (EMI)
- Serguéi Rajmáninov: Preludios; Morceaux de Fantasie; Moments Musicaux (Virgin Classics)
- Serguéi Rajmáninov: Rapsodia sobre un Tema de Paganini - con Temirkánov, San Petersburgo PO (RCA)
- Serguéi Rajmáninov: Concierto para Piano y orquesta N.º 2; Tres Preludios - con Fedoséyev, Real PO (EMI)
- Serguéi Rajmáninov / Nikolái Médtner: Música para Dos Pianos con Nikolái Demidenko (Hyperion)
- Aleksandr Skriabin: Sonatas (Completas) (Brilliant Classics)
- Alexander Skriabin: Prometeo - con Muti, Filadelfia O (EMI)
- Dmitri Shostakovich: Piano Conciertos Núms. 1 & 2; Asalto a la Hermosa Gorki - con Maksymiuk, Orquesta de Cámara Inglesa (Classics for Pleasure)